# سرو غويني
السرو الغويني أو سرو كليفورنية نوع نباتي شجري ينتمي إلى جنس السرو من الفصيلة السروية .

## الانتشار
موطنه ولاية كاليفورنيا غرب الولايات المتحدة.